# Lychrel-Zahl
Bei den Lychrel-Zahlen handelt es sich um bestimmte natürliche Zahlen, die sich der Palindrombildung durch einen bestimmten Algorithmus, dem 196-Algorithmus, widersetzen.
Der Name Lychrel stammt von Wade Van Landingham und hat keine besondere Bedeutung, außer dass vor der Benennung dieser Zahlen Google kein Suchergebnis für Lychrel lieferte und das Wort in keinem Wörterbuch verzeichnet war; außerdem ist es ein ungefähres Anagramm zu dem Namen der Freundin von Van Landingham („Cheryl“).

## Eigenschaften der Lychrel-Zahlen
Jede natürliche Zahl {\displaystyle n}, die nicht durch eine endliche Anzahl von Inversionen und Additionen zu einem Zahlen-Palindrom führt, wird als Lychrel-Zahl bezeichnet. Als Inversion versteht man hier das Bilden der spiegelverkehrten Zahl {\displaystyle m}. Führt die Addition {\displaystyle n+m} dabei zu einem Zahlenpalindrom, ist der Algorithmus beendet. Falls nicht, wird durch erneute Inversion und Addition dieser Vorgang so lange ausgeführt, bis das Ergebnis ein Palindrom ist.

## Beispiele
- Man nimmt die Zahl 5273. Die spiegelverkehrte Zahl dazu lautet 3725 (Inversion). Durch Addition erhält man das Zahlenpalindrom 8998.

- Bei anderen Zahlen kann dieser Algorithmus länger dauern:

4753 + 3574 = 8327
8327 + 7238 = 15565
15565 + 56551 = 72116
72116 + 61127 = 133243
133243 + 342331 = 475574 (ein Palindrom)
- Die Lychrel-Zahlen widersetzen sich der Palindrombildung. Die kleinste Lychrel-Zahl ist vermutlich die Zahl 196. Ein mathematischer Beweis dafür, dass ausgehend von 196 die Inversion definitiv nie ein Palindrom ergeben wird, existiert bisher aber nicht. Auch die sehr große Anzahl von gerechneten Iterationen (knapp 725 Millionen) lässt keine Aussage über die Gültigkeit dieser Vermutung zu. Siehe unten.

### Rekorde
Nach der Anzahl der Iterationen, bei möglichst kleiner Anfangszahl
(Anfangszahl kleiner als 100.000, Kandidaten für Lychrel-Zahlen ausgenommen)
| Zahl   | Iter- ationen | Palindrom | Palindrom                             |
| Zahl   | Iter- ationen | Stellen   | Zahl                                  |
| ------ | ------------- | --------- | ------------------------------------- |
| 1      | 1             | 1         | 2                                     |
| 5      | 2             | 2         | 11                                    |
| 59     | 3             | 4         | 1.111                                 |
| 69     | 4             | 4         | 4.884                                 |
| 79     | 6             | 5         | 44.044                                |
| 89     | 24            | 13        | 8.813.200.023.188                     |
| 10.548 | 30            | 17        | 17.858.768.886.785.871                |
| 10.677 | 53            | 28        | 4.668.731.596.684.224.866.951.378.664 |
| 10.833 | 54            | 28        | 4.668.731.596.684.224.866.951.378.664 |
| 10.911 | 55            | 28        | 4.668.731.596.684.224.866.951.378.664 |

Der Rekord liegt momentan bei 261 Iterationsschritten, dies benötigt die Zahl 1.186.060.307.891.929.990 (19 Stellen), um auf ein 119-stelliges Palindrom zu kommen.

### Berechnung
Mit Stand von April 2009 wurde der Algorithmus bei allen bis 18-stelligen Zahlen ausgeführt, bis Januar 2010 wurde er außerdem bei 55 Prozent aller 19-stelligen Zahlen angewandt (Kandidaten für Lychrel-Zahlen ausgenommen).

## Lychrel-Zahlen
Die Lychrel-Zahlen widersetzten sich diesem Algorithmus, das heißt, dass – auch nach beliebig vielen Iterationsschritten – kein Palindrom entsteht.
Momentan existiert kein mathematisches Verfahren, um sicher festzustellen, ob eine Zahl eine Lychrel-Zahl ist, so dass bis heute nicht einmal sicher ist, ob sie überhaupt existieren.
Kleinster gefundener Kandidat für Lychrel-Zahlen
Die 196 ist die kleinste Zahl, die durch den Algorithmus bisher noch nicht in ein Palindrom umgewandelt werden konnte. Da dies der kleinste Lychrel-Kandidat ist, ist diese Zahl bisher am besten untersucht. Bis zum 1. Mai 2006 berechnete Wade VanLandingham elektronisch 724.756.966 Iterationen, ausgehend von der 196. Die letzte Ergebniszahl hatte 300.000.000 Stellen und war immer noch kein Palindrom. Die Berechnung begann im August 2001 und dauerte fast fünf Jahre, wobei hier erwähnt werden muss, dass man dabei schon auf eine bereits durchgeführte Berechnung bis zu einem 14.000.000-stelligen Ergebnis (33.824.775 durchgeführte Iterationen) zurückgreifen konnte, dessen erste Ergebnisse schon Anfang der 1990er Jahre ausgerechnet worden waren.
Kandidaten für Lychrel-Zahlen kleiner als 10000 sind
- zwischen    1 und  999:
196, 295,  394,  493,  592,  689,  691,  788,  790,  879,  887,  978,  986
- zwischen 1000 und 1999:
1495, 1497, 1585, 1587, 1675, 1677, 1765, 1767, 1855, 1857, 1945, 1947, 1997
- zwischen 2000 und 2999:
2494, 2496, 2584, 2586, 2674, 2676, 2764, 2766, 2854, 2856, 2944, 2946, 2996
- zwischen 3000 und 3999:
3493, 3495, 3583, 3585, 3673, 3675, 3763, 3765, 3853, 3855, 3943, 3945, 3995
- zwischen 4000 und 4999:
4079, 4169, 4259, 4349, 4439, 4492, 4494, 4529, 4582, 4584, 4619, 4672, 4674, 4709, 4762, 4764, 4799, 4852, 4854, 4889, 4942, 4944, 4979, 4994
- zwischen 5000 und 5999:
5078, 5168, 5258, 5348, 5438, 5491, 5493, 5528, 5581, 5583, 5618, 5671, 5673, 5708, 5761, 5763, 5798, 5851, 5853, 5888, 5941, 5943, 5978, 5993
- zwischen 6000 und 6999:
6077, 6167, 6257, 6347, 6437, 6490, 6492, 6527, 6580, 6582, 6617, 6670, 6672, 6707, 6760, 6762, 6797, 6850, 6852, 6887, 6940, 6942, 6977, 6992
- zwischen 7000 und 7999:
7059, 7076, 7149, 7166, 7239, 7256, 7329, 7346, 7419, 7436, 7491, 7509, 7526, 7581, 7599, 7616, 7671, 7689, 7706, 7761, 7779, 7796, 7851, 7869, 7886, 7941, 7959, 7976, 7991
- zwischen 8000 und 8999:
8058, 8075, 8079, 8089, 8148, 8165, 8169, 8179, 8238, 8255, 8259, 8269, 8328, 8345, 8349, 8359, 8418, 8435, 8439, 8449, 8490, 8508, 8525, 8529, 8539, 8580, 8598, 8615, 8619, 8629, 8670, 8688, 8705, 8709, 8719, 8760, 8778, 8795, 8799, 8809, 8850, 8868, 8885, 8889, 8899, 8940, 8958, 8975, 8979, 8989, 8990
- zwischen 9000 und 9999:
9057, 9074, 9078, 9088, 9147, 9164, 9168, 9178, 9237, 9254, 9258, 9268, 9327, 9344, 9348, 9358, 9417, 9434, 9438, 9448, 9507, 9524, 9528, 9538, 9597, 9614, 9618, 9628, 9687, 9704, 9708, 9718, 9777, 9794, 9798, 9808, 9867, 9884, 9888, 9898, 9957, 9974, 9978, 9988

Verteilung der Kandidaten für Lychrel-Zahlen
| Anzahl der Kandidaten | Zahlenraum    |
| --------------------- | ------------- |
| 013                   | 00 bis 0999   |
| 013                   | 1000 bis 1999 |
| 013                   | 2000 bis 2999 |
| 013                   | 3000 bis 3999 |
| 024                   | 4000 bis 4999 |
| 024                   | 5000 bis 5999 |
| 024                   | 6000 bis 6999 |
| 029                   | 7000 bis 7999 |
| 051                   | 8000 bis 8999 |
| 045                   | 9000 bis 9999 |
| 249                   | 00 bis 9999   |

Die ersten Iterationen für kleine Kandidaten
Die Zeilen listen jeweils Kandidaten für Lychrel-Zahlen auf, wobei übereinander stehende Zahlen jeweils Inverse voneinander sind. Hinter dem Punkt folgen die Kandidaten, die auf Null enden. Hinter dem Pfeil steht die gemeinsame Summe der Paare.
- 196, 295, 394
691, 592, 493 • 790 → 887
- 689, 788
 986, 887 → 1675
- 1495, 1585, 1675, 1765, 1855, 1945, 2494, 2584, 2674, 2764, 2854, 2944, 3493, 3583, 3673
 5941, 5851, 5761, 5671, 5581, 5491, 4942, 4852, 4762, 4672, 4582, 4492, 3943, 3853, 3763 • 6490, 6580, 6670, 6760, 6850, 6940 → 7436
- 4079, 4169, 4259, 4349, 4439, 4529, 4619, 4709, 5078, 5168, 5258, 5348, 5438, 5528, 5618, 5708, 6077, 6167, 6257, 6347, 6437, 6527, 6617, 6707
 9704, 9614, 9524, 9434, 9344, 9254, 9164, 9074, 8705, 8615, 8525, 8435, 8345, 8255, 8165, 8075, 7706, 7616, 7526, 7436, 7346, 7256, 7166, 7076 → 13783

- 4799, 4889, 4979, 5798, 5888, 5978, 6797, 6887, 6977
 9974, 9884, 9794, 8975, 8885, 8795, 7976, 7886, 7796 → 14773

- 7059, 7149, 7239, 7329, 7419, 7509, 8058, 8148, 8238,
 9507, 9417, 9327, 9237, 9147, 9057, 8508, 8418, 8328 → 16566

- 7599, 7689, 7779, 7869, 7959, 8598, 8688
 9957, 9867, 9777, 9687, 9597, 8958, 8868 • 8778 → 17556

- 879
 978 → 1857
- 1497, 1587, 1677, 1767, 1857, 1947, 2496, 2586, 2676, 2766, 2856, 2946, 3495, 3585, 3675, 3765, 3855, 3945, 4494, 4584, 4674
 7941, 7851, 7761, 7671, 7581, 7491, 6942, 6852, 6762, 6672, 6582, 6492, 5943, 5853, 5763, 5673, 5583, 5493, 4944, 4854, 4764 • 8490, 8580, 8670, 8760, 8850, 8940 → 9438
- 8079, 8169, 8259, 8349, 8439, 8529, 8619, 8709
 9708, 9618, 9528, 9438, 9348, 9258, 9168, 9078 → 17787

- 8089, 8179, 8269, 8359, 8449, 8539, 8629, 8719, 8809
 9808, 9718, 9628, 9538, 9448, 9358, 9268, 9178, 9088 → 17897

- 8799, 8889, 8979
 9978, 9888, 9798 → 18777

- 1997, 2996, 3995
 7991, 6992, 5993 • 4994 • 8990 → 9988
- 8899, 8989
 9988, 9898 → 18887